# Maroslele
Maroslele es un pueblo húngaro perteneciente al distrito de Makó en el condado de Csongrád, con una población en 2012 de 2047 habitantes.
Se conoce la existencia de la localidad desde 1274, cuando se menciona con el nombre de Lele. El asentamiento original fue destruido en las invasiones turcas en la segunda mitad del siglo XVI y quedó despoblado durante dos siglos, siendo utilizado el lugar como tierra de pastos por los habitantes de Makó. A finales del siglo XVIII comenzó a repoblarse como asentamiento para cultivo de tabaco, que fue reconocido como pueblo en 1873. En 1908 cambió su nombre a "Püspöklele", tras lo cual adoptó el topónimo actual en 1950.
Se ubica entre la carretera M43 y el río Maros, a medio camino entre la capital distrital Makó y la capital condal Szeged.